# Kapoven
Kapoven – szczyt górski w Górach Tokajsko-Slańskich w północno-wschodnich Węgrzech. 730 m n.p.m.